# Oenothera muelleri
Oenothera muelleri är en dunörtsväxtart som beskrevs av Philip Alexander Munz. Oenothera muelleri ingår i släktet nattljussläktet, och familjen dunörtsväxter. Inga underarter finns listade i Catalogue of Life.